# Benny Pedersen
Benny Pedersen (* 22. September 1945) ist ein ehemaliger dänischer Radrennfahrer und nationaler Meister im Radsport.

## Sportliche Laufbahn
Einen ersten Erfolg hatte Pedersen, als er 1968 Vize-Meister im Straßenrennen in Dänemark hinter Verner Blaudzun wurde. 1971 wurde er Dritter des Meisterschaftsrennens. 1974 konnte er den Titel vor Blaudzun gewinnen. 1978 siegte er erneut im Titelkampf. Das Straßenrennen der Meisterschaften der Nordischen Länder gewann er 1970 vor Thorleif Andresen aus Norwegen. 1981 war er vor Stein Bråthen erfolgreich. 1973 belegte er den 2. Platz in dieser Meisterschaft. Mit der Fyen Rundt gewann er 1987 und 1989 eines der traditionsreichsten dänischen Straßenrennen. 1974 siegte er auf einer Etappe des Grand Prix Guillaume Tell. 1975 und 1976 wurde er Vize-Meister im Querfeldeinrennen, jeweils hinter Leif Jørgensen.